# Ichthyochytrium
Ichthyochytrium är ett släkte av svampar. Ichthyochytrium ingår i ordningen Chytridiales, klassen Chytridiomycetes, divisionen pisksvampar och riket svampar.
|                 | Endochytriaceae                           |
|                 |                                           |
|                 | Cladochytriaceae                          |
|                 |                                           |
|                 | Chytridiaceae                             |
|                 |                                           |
|                 | Synchytriaceae                            |
|                 |                                           |
|                 | Dictyomorpha                              |
|                 |                                           |
|                 | Plasmophagus                              |
|                 |                                           |
|                 | Myiophagus                                |
|                 |                                           |
|                 | Dermomycoides                             |
|                 |                                           |
|                 | Sagittospora                              |
|                 |                                           |
|                 | Rhizosiphon                               |
|                 |                                           |
|                 | Mucophilus                                |
|                 |                                           |
| Ichthyochytrium | \| \| Ichthyochytrium vulgare \| \| \| \| |
|                 | \| \| Ichthyochytrium vulgare \| \| \| \| |
|                 | Septolpidium                              |
|                 |                                           |
|                 | Rhizidiocystis                            |
|                 |                                           |
|                 | Coralliochytrium                          |
|                 |                                           |
|                 | Trematophlyctis                           |
|                 |                                           |
|                 | Achlyogeton                               |
|                 |                                           |
|                 | Achlyella                                 |
|                 |                                           |
|                 | Ichthyochytrium vulgare                   |
|                 |                                           |

|  | Ichthyochytrium vulgare |
|  |                         |